# Ovidio
Publio Ovidio Nasón  (Sulmona, 20 de marzo de 43 a. C.-Tomis, 17 de marzo de 17 d. C.) fue un poeta romano. Sus obras más conocidas son Arte de amar y Las metamorfosis, ambas en verso; la segunda recoge relatos mitológicos procedentes del mundo griego adaptados a la cultura latina de su época. También gozaron de cierta fama las Heroidas, cartas de grandes enamoradas, y sus Tristia, poemas elegíacos en que lamenta su destierro.

## Biografía
Ovidio habla más de su propia vida que la mayoría de los otros poetas romanos. La información sobre su biografía se extrae principalmente de su poesía, especialmente Tristia 4.10, que ofrece un extenso relato autobiográfico. Otras fuentes incluyen Séneca el Viejo y Quintiliano.

### Nacimiento, juventud y matrimonio
Ovidio nació el 20 de marzo de 43 a. C. en la ciudad paelignia de Sulmo (actual Sulmona, en la provincia de L'Aquila, Abruzzo), en un valle de los Apeninos al este de Roma, en el seno de una importante familia de rancia estirpe, la gens Ovidia, de cuya antigüedad se sentía orgulloso. Ese fue un año significativo en la política romana. Junto con su hermano, que se destacó en la oratoria, Ovidio fue educado en retórica en Roma, donde tuvo como maestros de elocuencia a Higino, Arelio Fusco, originario de Asia Menor, y Porcio Latrón, natural de Hispania.
El padre de Ovidio era propietario de fincas, y murió a los noventa años, poco antes que la madre. El hermano del poeta había nacido exactamente un año antes que él, y fue su compañero en los estudios que realizaba en Roma sobre retórica, en un principio para dedicarse al derecho, pero Ovidio fue dando muestras de sensibilidad poética en detrimento de la elocuencia prosaica requerida en el foro. Su padre le reprochaba inclinarse a unos estudios que no daban ningún provecho, puesto que el mismo Homero había muerto en la pobreza. Ovidio le contestaba procurando enmendarse, pero, involuntariamente, en verso:

Parce mihi, nunquam versificabo, pater!
¡Perdóname, padre!, puedo jurar / que nunca volveré a versificar.

Según Séneca el Viejo, Ovidio tendía al polo emocional, no al polémico, de la retórica. Tras la muerte de su hermano a los veinte años, con quien compartía el inicio de su cursus honorum, Ovidio renunció al foro y viajó a Atenas, Asia Menor y Sicilia. Ocupó cargos públicos menores, como ser uno de los tresviri capitales,  como miembro de la corte Centumviral  y como uno de los decemviri litibus iudicandis, pero renunció para dedicarse a la poesía probablemente alrededor de 29– 25 a. C., decisión que aparentemente su padre desaprobaba.
La primera recitación de Ovidio data del año 25 a. C., cuando tenía dieciocho años. Formó parte del círculo centrado en el estimado patrón Marco Valerio Mesala Corvino, y también parece haber sido amigo de poetas en el círculo de Mecenas. En Tristes 4.10.41–54, Ovidio menciona amistades con Macro, Propercio, Horacio, Póntico y Baso. Apenas conoció a Virgilio y Tibulo, un compañero del círculo de Mesala, cuyas elegías admiraba mucho.
Aunque se esforzaba por escribir en prosa por satisfacer a su padre, las palabras le venían siempre con ritmo y cadencia de verso «y era verso al final cuanto intentaba escribir»:

Quidquid tentabam dicere, versus erat
Tristia IV 10, 26).

A la muerte de su padre, Ovidio se convirtió en heredero de todas las posesiones, por lo que pudo vivir sin preocupaciones y viajar a diferentes lugares como Atenas, Asia Menor y Sicilia, donde completó sus estudios, dedicándose ya plenamente a la poesía.
A los dieciocho años, influido por Tibulo y Propercio, escribió el poemario Amores, libro de elegías dedicadas a una muchacha llamada Corina, que probablemente nunca existió, aunque reúne características de varios amores del poeta. Compuso también Medea, una tragedia que no se conserva, y las Heroidas o Cartas de las heroínas (Epistulae Heroidum), que presenta cartas escritas por varios personajes míticos femeninos, como Ariadna o Medea, a sus amantes. A esta obra la siguió una trilogía formada por tres poemas didácticos de tema erótico: Arte de amar (Ars Amandi o Ars Amatoria), Remedios de amor (Remedia Amoris) y Cosméticos para el rostro femenino (Medicamina faciei feminae).
Tuvo tres esposas. Con la primera se casó muy joven, pero finalmente fue tachada de nec digna nec utilis (‘ni digna ni útil’), lo que hace pensar que no pertenecía a su mismo rango social y que no le dio hijos en su corto matrimonio. No se sabe a ciencia cierta a cuál de sus dos primeras esposas se refiere como natural del país de los faliscos. Su segundo matrimonio fue corto también, pero en este tuvo una hija de la que tuvo dos nietos. Mucho mayores son las noticias sobre su tercera esposa, Fabia, que lo ayudaría durante su exilio en Tomis (ahora Constanza en Rumania). Con ella tuvo otra hija, y por ella Ovidio sintió gran cariño. Fue con ella una mezcla entre padre y maestro literario.

### Éxito literario
Ovidio pasó los primeros 25 años de su carrera literaria principalmente escribiendo poesía en métrica elegíaca con temas eróticos. La cronología de estas primeras obras no es segura; sin embargo, los estudiosos han establecido fechas tentativas. Se cree que su obra más antigua que se conserva son las Heroínas, cartas de heroínas mitológicas a sus amantes ausentes, que pueden haber sido publicadas en el 19 a. C., aunque la fecha es incierta, ya que depende de un aviso en Am. 2.18.19-26 que parece describir la colección como un trabajo publicado temprano.
La autenticidad de algunos de estos poemas ha sido cuestionada, pero esta primera edición probablemente contenía los primeros 14 poemas de la colección. Se cree que la primera colección de cinco libros de los Amores, una serie de poemas eróticos dirigidos a una amante, Corina, se publicó entre el 16 y el 15 a. C. Se cree que la versión superviviente, redactada en tres libros según un epigrama precedido del primer libro, se publicó c. 8–3 a. C. Entre las publicaciones de las dos ediciones de los Amores se puede fechar el estreno de su tragedia Medea, que fue admirada en la antigüedad pero que no se ha conservado.
El siguiente poema de Ovidio, Medicamina Faciei, una obra fragmentaria sobre tratamientos de belleza para mujeres, precedió al Ars Amatoria, el arte del amor, una parodia de la poesía didáctica y un manual de tres libros sobre la seducción y la intriga, que data del año 2 d. C. (los libros 1-2 se remontan al año 1 a . C. ). Ovidio puede identificar esta obra en su poesía del exilio como el carmen, o canto, que fue una de las causas de su destierro. El Ars Amatoria fue seguido por el Remedia Amoris en el mismo año. Este corpus de poesía erótica elegíaca le valió a Ovidio un lugar entre los principales elegistas romanos junto a Galo, Tibulo y Propercio.
Para el año 8 d. C., Ovidio había completado Metamorfosis, su obra más ambiciosa, un poema épico en hexámetros en quince libros. Aquí catalogó enciclopédicamente las transformaciones de la mitología griega y romana sufridas por al menos uno de los personajes de cada historia, desde el origen del cosmos hasta la muerte y apoteosis de Julio César. Las historias se suceden en el relato de seres humanos transformados en nuevos cuerpos: árboles, rocas, animales, flores, constelaciones, etc. La obra, que se conserva casi íntegra, no solo fue una gran fuente de inspiración para autores posteriores, sino que dio a los estudiosos un material único sobre mitología clásica. 
Simultáneamente, trabajó en los Fastos, un poema de seis libros en dísticos elegíacos en la que Ovidio explica el origen de los nombres de los meses y las fiestas del calendario romano.La composición de este poema fue interrumpida por el exilio de Ovidio, y se cree que Ovidio abandonó la obra en Tomis. Probablemente sea en este período cuando se compusieron las letras dobles (16-21) de las Heroides, aunque existe cierta controversia sobre su autoría.

### Exilio en Tomis
No obstante su gran fama en la época, un enfrentamiento con el emperador Augusto en el año 8 d. C. lo llevó a un exilio obligado a Tomis (hoy la ciudad de Constanza, en la actual Rumanía), una ciudad ubicada en la costa oeste del Mar Negro, donde pasó el resto de sus días. No se sabe a ciencia cierta por qué lo exilió, el exilio lo determinó el propio Emperador Augusto, sin intervención del Senado ni de ningún magistrado. Este acontecimiento influyó sobre toda la poesía que produjo a partir de esta fecha. Ovidio escribió que la razón para su exilio fue carmen et error —un poema y un error—, sosteniendo que este crimen era peor que un asesinato, más dañino que la poesía. Unos dicen que porque estaba presente en ceremonias de adivinación donde se hablaba del destino del emperador; otros, que por el tono erótico de sus poemas; la última explicación, y tal vez la más ajustada a la realidad, es que Ovidio tenía conocimiento de los devaneos amorosos de la nieta del emperador, Julia. Durante este período de exilio, Ovidio escribió otras dos colecciones de poemas: Tristes y Pónticas o Cartas del Ponto.
Las llamadas Tristes comprenden cinco libros en los que Ovidio explica lo que le ha sucedido, defiende su inocencia y hace una llamada de clemencia al emperador Augusto. En las Cartas del Ponto o Pónticas se dirige a varios amigos para pedirles que aboguen por su causa ante el César. 
De la época final del poeta se conservan también otras dos obras: Ibis, breve poema en el que maldice a un enemigo que anteriormente había sido su amigo,y Haliéutica, poema de atribución dudosa del que se conserva solo una parte y que trata sobre la pesca.
Los múltiples intentos del poeta para que le perdonasen la pena fueron en vano, y murió en Tomis en el año 17 d. C., a la edad de sesenta años.

## Obras
(En orden de publicación)
- Amores

Metamorphoses, 1643

- Arte de amar (Ars amandi o Ars amatoria)
- Remedia amoris
- Cosméticos para el rostro femenino (Medicamina faciei feminae)
- Heroidas
- Medea (tragedia que no se conserva)
- Las metamorfosis (Metamorphoseon)
- Ibis
- Tristes (Tristia)
- Cartas del Ponto o Pónticas (Epistulae ex Ponto)
- Fastos
- Haliéutica (de atribución dudosa)

### Arte de amar (Ars amatoria)
El Arte de amar es un poema elegíaco didáctico en tres libros, que trata de enseñar el arte de la seducción y el amor. El primer libro está dirigido a los hombres y les enseña cómo seducir a las mujeres; el segundo, también a los hombres, les enseña cómo mantener una amante. El tercero está dirigido a las mujeres y enseña técnicas de seducción. 
El primer libro se abre con una invocación a Venus en que Ovidio se establece como un praeceptor amoris (01:17), un maestro del amor. Ovidio describe los lugares donde uno puede ir a encontrar un amante, como el teatro, un triunfo, que se describe a fondo, o la arena (circo), y las maneras de conseguir que la chica se entere, incluso todo seducirla de manera encubierta en un banquete. La elección del momento adecuado es importante, así como ganarse la confianza de sus colaboradores. Ovidio enfatiza el cuidado del cuerpo del amante. Las digresiones mitológicas incluyen un artículo sobre el rapto de las sabinas, Pasífae, y Ariadna. 
El libro 2 invoca a Apolo y comienza con una narración de la historia de Ícaro. Ovidio aconseja a los hombres que eviten dar demasiados regalos, mantengan su apariencia, escondan asuntos, feliciten sus amantes, y se congracíen con los esclavos para permanecer en el lado bueno de su amante. El cuidado de Venus para la procreación se describe como la ayuda de Apolo en el mantenimiento de un amante; Ovidio después divaga sobre la historia de la trampa de Vulcano a Venus y Marte. El libro termina con Ovidio pidiendo a sus «estudiantes» que extiendan su fama.
El libro 3 se abre con una reivindicación de la capacidad de las mujeres y la resolución de Ovidio a favor de la mujer, contra su enseñanza de los dos primeros libros. Ovidio da a las mujeres instrucciones detalladas sobre su apariencia y les pide que eviten de arreglarse demasiado. Se aconseja a las mujeres leer poesía elegíaca, aprender a jugar, dormir con gente de diferentes edades, conocer gente, y disimular. A lo largo del libro, Ovidio interviene de manera juguetona, criticandose a sí mismo para deshacer todo el trabajo didáctico para los hombres y mitológicamente divaga sobre la historia de Procris y Céfalo, Naso magister erat —Ovidio fue nuestro maestro—.

### Las metamorfosis
'Metamorphoseis', en latín; del griego μεταμόρφωσις, 'transformación', poema en quince libros que narra la historia del mundo desde su creación hasta la deificación de Julio César, combinando con libertad mitología e historia. Fue terminado en el año 8 d. C. Se considera su obra maestra.
Es una texto de difícil clasificación, entre la épica y la didáctica. Fue escrita en hexámetros y consta de más de 250 narraciones mitológicas y 11,995 versos en los quince libros indicados. Obra maestra de la edad de oro de la literatura latina y clásica en general, su permanencia hasta la actualidad comprueba su transcendencia.
La elección de Ovidio de utilizar el “mito y las mutaciones“ como material principal de la obra deriva de la poesía alejandrina y además, de la tradición oral de la religión romana.  De hecho, ya en la poesía griega se hallan representados como tema toral dioses que promueven “acciones galantes y perversas hacia los hombres”. Sin embargo, si en la poesía alejandrina el mito representa un motivo de reflexión que debió tener efectos moralistas, en Ovidio se convierte en “el tema de la obra y un artificio ingenioso”. Como subrayó el crítico e historiador estadounidense Karl Galinsky , “La relación entre Ovidio y los poetas helenísticos es similar a la que los propios poetas helenísticos tuvieron con sus predecesores: él demostró que había leído y asimilado sus versiones, pero que supo remodelar mitos de una manera muy personal” .
Existió una verdadera tradición de textos cuyo tema principal debía referirse a las metamorfosis, hasta el punto de presuponer la existencia de un género en sí mismo. Sabemos, por ejemplo, que Boeus , un gramático griego del período helenístico, escribió la Ornithogonia , un poema perdido que recogía una serie de mitos sobre las transformaciones del ser humano en aves; que Eratóstenes de Cirene escribió los Catasterismos , una prosa alejandrina que ha llegado hasta nosotros en forma reducida y que cuenta el origen mítico de las estrellas y las constelaciones; que Nicandro de Colofón elaboró las Metamorfosis en cinco libros sobre mitos de héroes y heroínas transformados por los dioses en plantas o animales; que Partenio de Nicea escribió Erotikà Pathémata ( Los dolores del amor ), una colección de 36 historias de amor con un final infeliz, y sobre todo un texto de mitografía sobre mutaciones que no se conserva (tanto Virgilio como Ovidio tuvieron contacto directo con Partenio) ; y que un contemporáneo y amigo de Ovidio, Emilio Macro , también escribió una Ornithogonia , de la que, sin embargo, sólo queda el título.
Por otra parte, aunque no como tema principal, incluso en los poemas homéricos hay ejemplos de metamorfosis: en la Ilíada hay numerosas mutaciones de divinidades, mientras que en la Odisea se repite el episodio presentado en el libro XI de la transformación de los compañeros de Ulises  en cerdos por la hechicera Circe . No menos importante debió ser la lectura de las dos obras principales de Hesíodo : la Teogonía junto con Las Obras y los Días, en las que se narran respectivamente la creación del mundo y las etapas de la historia de la humanidad; y de la Aitia de Calímaco que, además de ser similar en tema a las Metamorfosis, presenta una construcción narrativa entrelazada y concatenada similar.
Una de las obras más leídas durante la Edad Media y el Renacimiento, inspiró a múltiples escritores, pintores y escultores, y continúa ejerciendo una profunda influencia en la cultura occidental.
El compositor inglés Benjamin Britten se inspiró en esta obra para su pieza musical para oboe solo Seis metamorfosis de Ovidio.
En esta obra se relatan todos los mitos griegos que terminan con una transformación tanto en plantas, en animales, etc.

### Heroides («Las heroínas»)

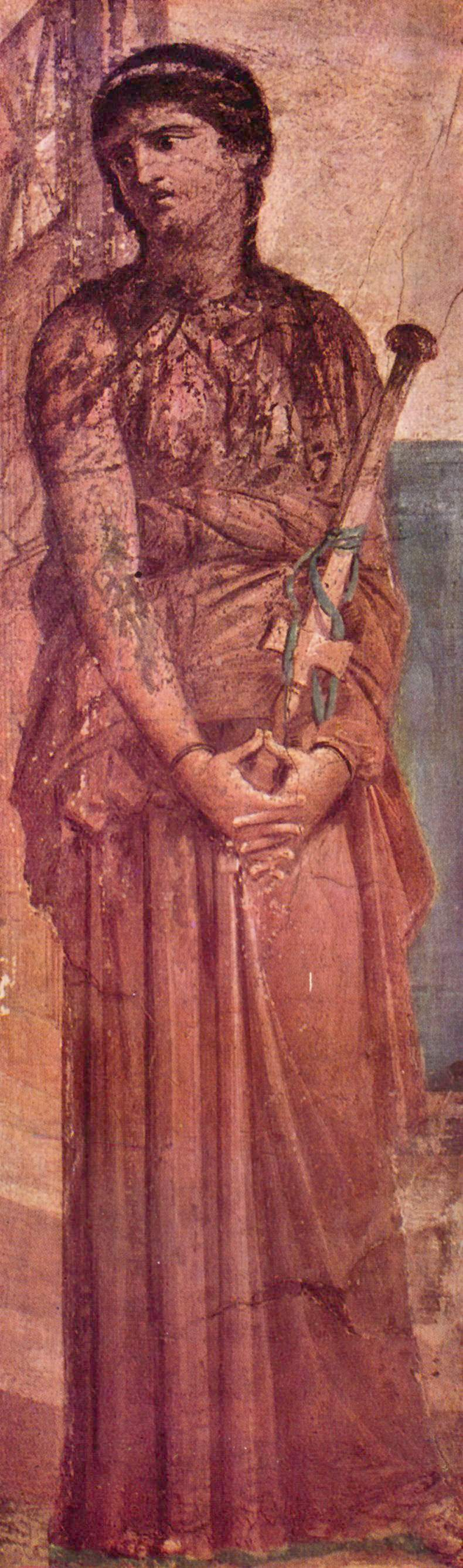
Medea en un fresco de Herculano.

Las Heroides (Heroínas) o Epistulae Heroidum son una colección de veintiún poemas en dísticos elegíacos. Las Heroínas toman la forma de cartas dirigidas por personajes mitológicos famosos a sus socios expresando sus emociones al separarse de ellos, suplicando su regreso y alusiones a sus acciones futuras dentro de su propia mitología. La autenticidad de la colección, en parte o en su totalidad, ha sido cuestionada, aunque la mayoría de los eruditos considerarían las cartas mencionadas específicamente en la descripción de Ovidio de la obra en Am. 2.18.19-26 como a salvo de objeciones. La colección comprende un nuevo tipo de composición genérica sin paralelo en la literatura anterior. 
Se cree que las primeras catorce cartas comprenden la primera colección publicada y están escritas por las heroínas Penélope, Phyllis, Briseida, Fedra, Enone, Hipsípila, Dido, Hermione, Deyanira, Ariadna, Canace, Medea, Laodamia e Hipermnestra para sus amantes varones ausentes. La carta 15, de la histórica Safo a Phaon, parece falsa (aunque se menciona en Am.2.18) por su extensión, su falta de integración en el tema mitológico y su ausencia en los manuscritos medievales. [39] Las cartas finales (16-21) son composiciones emparejadas que comprenden una carta a un amante y una respuesta. Paris y Helena, Hero y Leandro, Acontius y Cydippe son los destinatarios de las cartas emparejadas. Estos se consideran una adición posterior al corpus porque Ovidio nunca los menciona y pueden o no ser falsos.
Las Heroínas revelan marcadamente la influencia de la declamación retórica y pueden derivar del interés de Ovidio en las suasoriae retóricas, discursos persuasivos, y en la etopeya, la práctica de hablar en otro personaje. También juegan con convenciones genéricas; la mayoría de las cartas parecen referirse a obras en las que estos personajes fueron significativos, como la Eneida en el caso de Dido y Catulo 64 para Ariadna, y trasladan personajes de los géneros de la épica y la tragedia al género elegíaco de las Heroínas. Las cartas han sido admiradas por sus profundas representaciones psicológicas de personajes míticos, su retórica y su actitud única hacia la tradición clásica de la mitología. También contribuyen significativamente a las conversaciones sobre cómo se construyeron el género y la identidad en la Roma Augusta.
Una cita popular de las Heroínas anticipa «el fin justifica los medios» de Maquiavelo. Ovidio había escrito Exitus acta probat —el resultado justifica los medios—.

## En las artes y la cultura popular
El legado de Ovidio ha sido intenso, especialmente a partir del Renacimiento, con la revalorización de los temas clásicos y la literatura amorosa (antes se condenaban algunas de sus obras por la noción de pecado medieval, que veía reprobable un amor carnal desligado de Dios). Quizás el episodio de Apolo y Dafne de Las metamorfosis ha sido uno de los que más repercursiones ha tenido, tanto en literatura como en las artes plásticas.
Algunas de las obras y autores que muestran claras influencias de Ovidio son:
- La poesía de modo, de la corte carolingia.
- Roman de la Rose.
- Dante.
- La obra de Petrarca y de sus sucesores.
- Garcilaso de la Vega.
- Sandro Botticelli.
- William Shakespeare.
- Thomas Edwards.
- La Fábula de Polifemo y Galatea, de Luis de Góngora.
- Gian Lorenzo Bernini.
- Apolo et Hyacinthus de Wolfgang Amadeus Mozart.
- Las Metamorfosis de Benjamin Britten.
- Las letras de Bob Dylan.
- Orfeo, película de Jean Cocteau.